# 奥巴 (称谓)

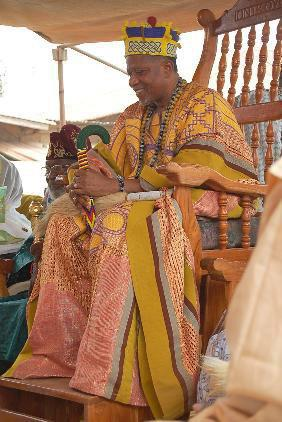
阿贝桑五世，贝宁波多诺伏奥巴

奥巴（Oba）是约鲁巴地区（现代贝宁、尼日利亚和多哥）的约鲁巴人和埃多人君主所使用的称谓，在西非的约鲁巴语和埃多语中的意思是“统治者”。较著名的约鲁巴奥巴有伊费的奥贡乌西、奥约的阿德耶米和拉各斯的阿基奥卢。埃多奥巴的一个例子是贝宁的伊瓦雷二世。
奥巴的头衔与奥罗耶（Oloye）不同，后者在当代也作为约鲁巴酋长制度中下属的称谓。

## 约鲁巴人的贵族头衔
约鲁巴酋长制度可分为四个不同的等级：皇室酋长、贵族酋长、宗教酋长和普通酋长。皇室成员由奥巴领导，奥巴位于等级制度的顶端，是整个酋长制度的荣誉来源。奥巴的皇室酋长地位来源于其他有头衔的皇室成员的拥立。除皇室酋长外的其他三个等级的酋长，传统上是一些枢密院、派系和行会的成员，其职责为监督约鲁巴传统国家的日常管理。

## 皇室职责

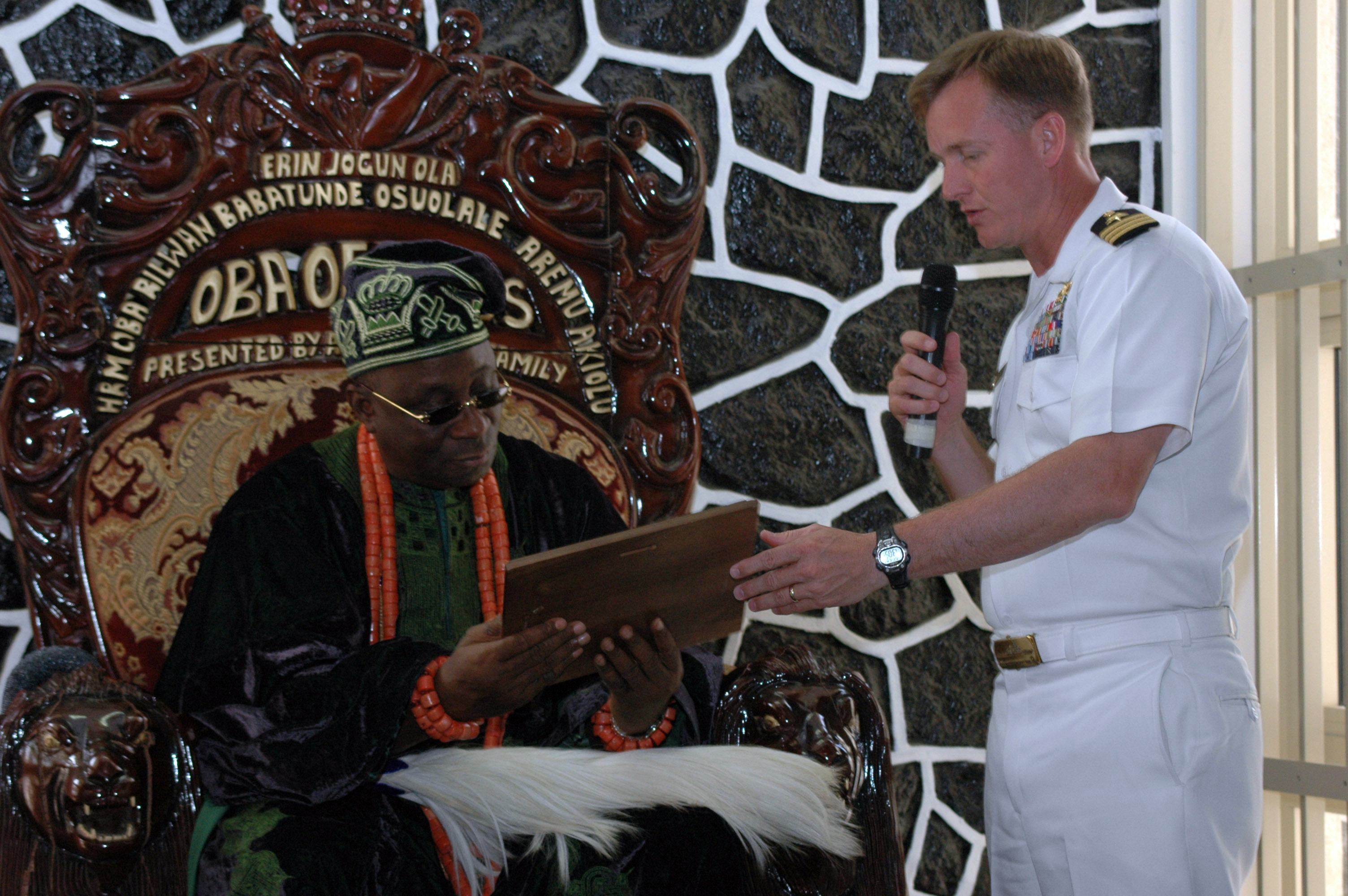
2006年6月，巴里号驱逐舰的指挥官杰弗里·沃尔斯滕霍尔姆在率舰访问拉各斯奥巴里尔万·阿基奥卢的王国时向其赠送一块牌匾

随着殖民和民主制度的出现，奥巴的作用已经弱化。然而酋长头衔的获得和授予仍然是一个具有象征意义和象征资本的事件。这可以追溯到中世纪时期奥约武士首领和宫廷官员的时代，当时不同血统的强大人物在帝国中拥有显赫的头衔。在约鲁巴地区，尽管也有其他地区的人获得酋长头衔的记录，但酋长头衔主要授予来自特定领土区域的成功人士。这些酋长头衔能充当象征性资本，因而这也是授予这些头衔的奥巴的重要价值之一。在候任酋长的传统授职仪式上，奥巴是约鲁巴人主要关注的焦点，甚至优先于所在国家的官方政府成员。仪式上，奥巴会带领被提名者在宾客面前走上一个有特别的刺绣图案的讲台，随后开始举行庆祝仪式。徽章是按资历派发的，大羽和酋长所穿的帷幔制作精美，而且价格昂贵。大多数活动都被当地媒体报道，之后进入公共领域。只有最高级别传统酋长的相关秘密对所有外人保密。诸如此类的仪式，以及酋长网络的遴选和维护过程，是当代西非皇室的两大职责和权力来源。

## 引用
1. ↑  Blair, Major J.H., Intelligence Report on Abeokuta: 65 year anniversary reprint edition (2002), p. 3.
2. ↑  Sotunde, F.I., Egba Chieftaincy Institution (2002),  Appendix X.
3. ↑  Lionel Caplan, Humphrey Fisher, David Parkin; The Politics of Cultural Performance. Berghahn Books, 1996, p 30-37.